# Machine à statistiques
Le terme machine à statistiques a longtemps été utilisé en mécanographie pour désigner l'appareil principal de la chaîne de traitement qui sera le plus souvent, et définitivement à partir des années 1920, appelé tabulatrice. Le terme « machines à statistiques » faisait référence aux applications les plus courantes de ces machines dans leurs débuts (années 1890-1920).